# Cordyla fusca
Cordyla fusca är en tvåvingeart som beskrevs av Johann Wilhelm Meigen 1804. Cordyla fusca ingår i släktet Cordyla och familjen svampmyggor. Arten är reproducerande i Sverige. Inga underarter finns listade i Catalogue of Life.